# 名古屋市交通局12000形無軌条電車

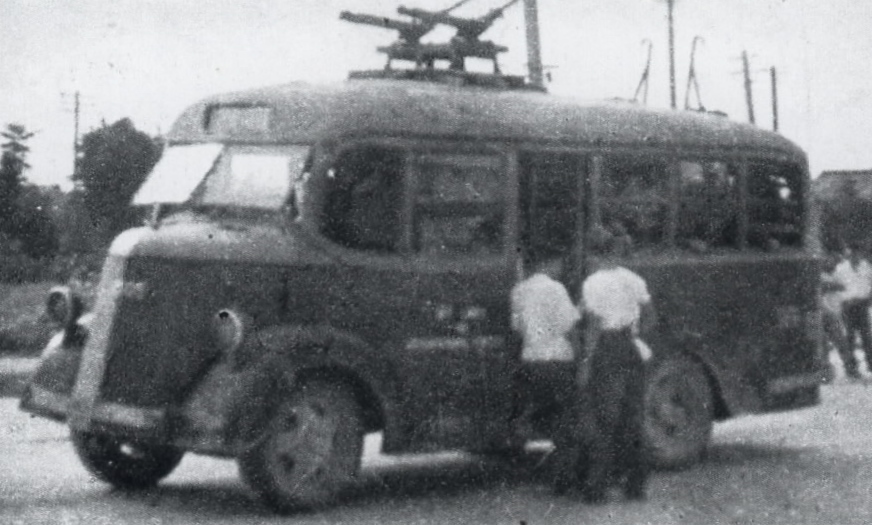
12000形無軌条電車

名古屋市交通局12000形無軌条電車（なごやしこうつうきょく12000がたむきじょうでんしゃ）は、名古屋市交通局（名古屋市営トロリーバス）で用いられたトロリーバス車両。

## 概要
名古屋市のトロリーバスは1943年に開業し、10000形が当初5両、最終的に14両（最初の計画では15両を予定していた）投入されたものの、通勤需要の増加で輸送力不足に陥った。この車両はその様な状況に鑑み、1944年 - 1945年に増備されたものである。
その実態は、日産自動車の製造したバスの車体に、市電散水車の制御部品を取り付けたようなもので、自局で製造したものであった。通常のバスの車体を流用した関係上、トロリーバスとしては珍しく、ボンネットバスのスタイルになっていた。